# Lista över Playstation Network-spel
Se också:Playstation Network, Playstation Store

Lista på spel som finns eller ska släppas till Playstation Network(Playstation Store)

## Playstation Network-spel
| Titel                                                                | utvecklare                | lansering (Europa) |
| -------------------------------------------------------------------- | ------------------------- | ------------------ |
| 1942:Joint Strike                                                    | Backbone Entertainment    | 12 september 2008  |
| Age of Booty                                                         | Certain Affinity          | 27 november 2008   |
| Astro Tripper                                                        | PomPom Games              | 11 december 2008   |
| Blast Factor                                                         | Bluepoint Games           | 23 mars 2007       |
| Brain Challenge                                                      | Gameloft                  | 4 december 2008    |
| Calling all cars!                                                    | Incognito Entertainment   | 22 juni 2007       |
| Championship Sprint                                                  | Sony Online Entertainment | 29 juni 2007       |
| Dark Mist                                                            | Game Republic             | 15 maj 2008        |
| Echochrome                                                           | SCE                       | 10 juli 2008       |
| Elefunk                                                              | 8bit Games                | 17 juli 2008       |
| Everyday Shooter                                                     | Queasy Games              | 14 februari 2008   |
| Fat Princess                                                         | Titan Studios             | 30 juli 2009       |
| Feel ski                                                             | Yuke's                    | 1 november 2007    |
| Flock!                                                               | Proper Games              | Q2 2009            |
| FlOw                                                                 | thatgamecompany           | 23 mars 2007       |
| Go! Sudoku                                                           | Sumo Digital              | 13 april 2007      |
| Go! Puzzle                                                           | Sumo Digital              | 1 juni 2007        |
| Gripshift                                                            | Sidhe Interactive         | 23 mars 2007       |
| GTi Club+                                                            | Sumo Digital              | 4 december 2008    |
| High Velocity Bowling                                                | Sony Online Entertainment | 6 maj 2008         |
| Joust                                                                | Sony Online Entertainment | 15 juni 2007       |
| Lemmings                                                             | Team 17                   | 23 mars 2007       |
| Linger in Shadows                                                    | Plastic                   | 9 oktober 2008     |
| LocoRoco Cocoreccho                                                  | SCEJ                      | 20 september 2007  |
| Mega Man 9                                                           | Inti Creates              | 25 september 2008  |
| Mortal Kombat II                                                     | Sony Online Entertainment | 8 juni 2007        |
| Novastrike                                                           | Tiki Games                | 23 oktober 2008    |
| Nucleus                                                              | Kuju Entertainment        | 12 juni 2007       |
| PAIN                                                                 | Idol Minds                | 20 mars 2008       |
| Pixeljunk Eden                                                       | Q-games                   | 31 juli 2008       |
| Pixeljunk Monsters                                                   | Q-games                   | 24 januari 2008    |
| Pixeljunk Racers                                                     | Q-games                   | 25 oktober 2007    |
| Piyotama                                                             | SCEJ                      | 14 december 2007   |
| Prince of Persia Classic                                             | Gameloft                  | 23 oktober 2008    |
| Puzzle Quest: Challenge of the Warlords - Revenge of the Plague Lord | Infinite Interactive      | 11 december 2008   |
| Q*Bert                                                               | Sony Online Entertainment | 27 april 2007      |
| Rampage World Tour                                                   | Sony Online Entertainment | 22 juni 2007       |
| Rampart                                                              | Sony Online Entertainment | 15 juni 2007       |
| Rocketman: Axis of Evil                                              | Capcom                    | 25 april 2008      |
| Savage Moon                                                          | FluffyLogic               | 24 december 2008   |
| Sky Diving                                                           | LightWeight               | 7 februari 2008    |
| Snakeball                                                            | SCE                       | 3 januari 2008     |
| Super Puzzle Fighter II Turbo HD Remix                               | Capcom                    | 29 maj 2008        |
| Super Rub 'a' Dub                                                    | Sumo Digital              | 5 april 2007       |
| Super Stardust HD                                                    | Housemarque               | 29 juni 2007       |
| Super Street Fighter II Turbo HD Remix                               | Backbone Entertainment    | 19 februari 2009   |
| Tekken 5:Dark Resurrection                                           | Namco                     | 23 mars 2007       |
| The last guy                                                         | SCE                       | 28 augusti 2008    |
| Toy home                                                             | Game republic             | 20 december 2007   |
| Trine                                                                | Frozenbyte                | Q2 2009            |
| Wolf of the Battlefield: Commando 3                                  | Backbone Entertainment    | 3 juli 2008        |

## Playstation 3-spel
Lista över Playstation 3-spel som också har släppts på Blu-Ray-skiva.
| Titel                                   | utvecklare              | lansering (Europa) |
| --------------------------------------- | ----------------------- | ------------------ |
| Burnout Paradise                        | Criterion Games         | 25 september 2008  |
| Gran Turismo 5 Prologue                 | Polyphony Digital       | 28 mars 2008       |
| Ratchet & Clank Future: Quest for Booty | Insomniac Games         | 21 augusti 2008    |
| Siren: Blood Curse                      | SCEJ                    | 24 juli 2008       |
| SOCOM: U.S. Navy SEALs Confrontation    | Slant Six Games         | 10 mars 2009       |
| Warhawk                                 | Incognito Entertainment | 30 augusti 2007    |
| Wipeout HD                              | SCE                     | 25 september 2008  |